# Agrotis andina
Agrotis andina là một loài bướm đêm trong họ Noctuidae.